# Stormyrtjärnen (Håsjö socken, Jämtland)
Stormyrtjärnen är en sjö i Bräcke kommun i Jämtland och ingår i Indalsälvens huvudavrinningsområde.